# Elga Olga Svendsen
Elga Olga Nancy Svendsen, coneguda com a Elga Olga Svendsen (Copenhaguen, 14 d'abril de 1906 - Frederiksberg, 26 de juliol de 1992) va ser una cantant i actriu de nacionalitat danesa.

## Biografia
La seva mare era la també cantant i actriu Olga Svendsen i l'actor Holger Reenberg. Era germanastra de l'actor Jorgen Reenberg i de la directora i fotògrafa Annelise Reenberg. Va debutar l'any 1932 actuant en un sommerrevy, dedicant bona part de la seva carrera a treballar en aquest gènere. Així, va tenir molts papers amb als teatres Holstebro i Randers, i un llarg compromís amb el Cirkusrevyen, amb la qual va llançar el 1953 l'espectacle Solitudevej, de gran repercussió. També va actuar al Teatre Casino, el Betty Nansen Teatret, el Fonix Teatret, el Norrebros Teater i el Rode Kro Teater. Va aparèixer a 15 pel·lícules entre 1934 i 1984.
Es va casar dues vegades, primer amb un sastre, i després amb un perruquer, matrimoni que va durar més de cinquanta anys. Va tenir una filla, Jytte Elga Olga, també actriu.

## Filmografia
- 7-9-13 (1934)
- Thummelumsen (1941)
- Lykke på rejsen (1947)
- Vores fjerde far (1951)
- Frihed forpligter (1951)
- Kærlighedsdoktoren (1952)
- Krudt og klunker (1958)
- Pigen i søgelyset (1959)
- Mig og min lillebror (1967)
- Rend mig i revolutionen (1970)
- Snart dages det brødre (1974)
- Brand-Børge rykker ud (1976)
- Affæren i Mølleby (1976)
- Zappa (1983)
- Tro, håb og kærlighed (1984)